# إكسدس (سفينة)

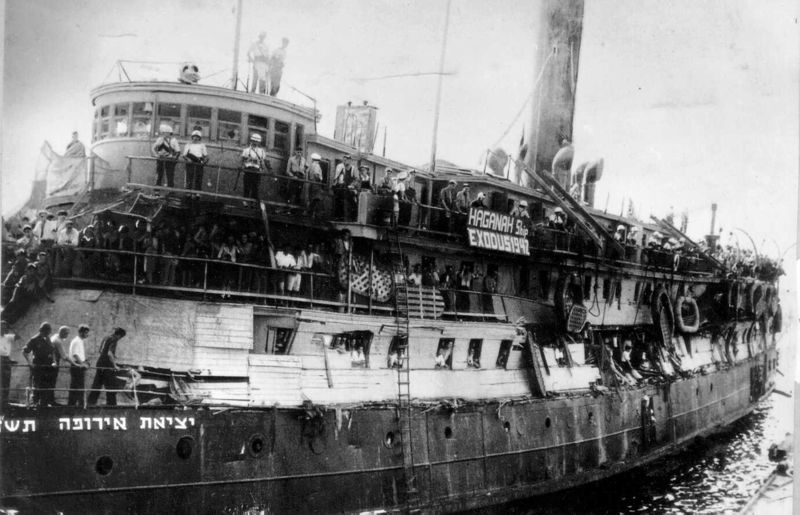
إكسدس بعد سيطرة البحرية البريطانية عليها

إكسدس 1947 (Exodus) سفينة حملت مهاجرين من اليهود تركت فرنسا في 11 يوليو 1947 متوجهة إلى فلسطين التي كانت تحت الانتداب البريطاني. كان أغلب اليهود من الناجين من الهولوكوست بدون شهادات هجرة قانونية لفلسطين. بعد تغطية إعلامية كبيرة اضطرت البحرية الملكية البريطانية للسيطرة عليها وأجبرت كل المسافرين للعودة لأوروبا.